# Messier 35

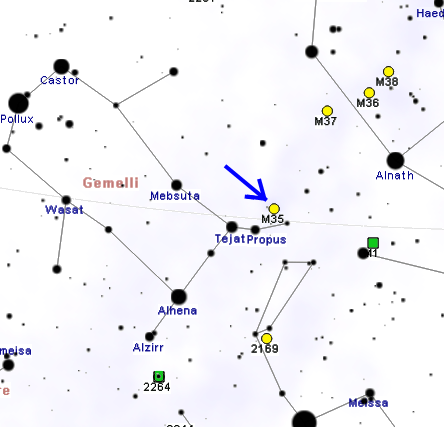
Sternbild Zwillinge mit M35

Messier 35 (auch als NGC 2168 bezeichnet) ist ein naher und sehr heller offener Sternhaufen im Sternbild Zwillinge, nahe dem Sommerpunkt. Mit einer Winkelausdehnung von 28 Bogenminuten und einer  scheinbaren Helligkeit von 5,1 mag kann er bei besonders klarem Himmel schon freiäugig erkannt werden. Er steht beim Fuß des rechten Zwillings (Sterne μ, η und 1 Gem).
Im Feldstecher als zartes Sternwölkchen erkennbar, zeigt M35 bei 30-facher Vergrößerung schon in einem kleinen Fernrohr, wie deutlich er sich von seiner Umgebung abhebt. Die hellsten Sterne sind rötlich, drei bilden ein auffälliges Dreieck. In einem 20-cm-Spiegelfernrohr sehen erfahrene Beobachter bereits über 200 Sterne.
Ein reizvoller Kontrast in Größe und Sterndichte zeigt sich zum Cluster NGC 2158, der nur 0,4° südwestlich und daher im selben Gesichtsfeld steht. NGC 2158 ist fünf Mal weiter entfernt, hat aber mindestens 10× mehr Sterne und ein viel höheres Alter.